# Holmbury St Mary
Holmbury St Mary är en by i civil parish Shere, i distriktet Guildford, i grevskapet Surrey, i England. Byn är belägen 13 km från Guildford. Byn hade 799 invånare år 2021.